# 船桅座
船桅座（源自拉丁文的mast）是英國天文學家約翰·赫歇爾在1844年從古老的星座南船座細分出來的星座。它原意想取代1750年代法國天文學家尼可·路易·拉卡伊的羅盤座，但赫歇爾的建議未被多數人採納，天文學家也未採用船桅座這個名稱。
普鲁士天文学家约翰·波得将船桅座的恒星划分为测定索座，但现在也已经废弃。

## 外部連結
- Argo Navis Ian Ridpath's Star Tales （页面存档备份，存于）